# Triammatus brunneus
Triammatus brunneus là một loài bọ cánh cứng trong họ Cerambycidae.